# 가미호나미역
가미호나미역(일본어: 上穂波駅 かみほなみえき[*])은 일본 후쿠오카현 이즈카시에 위치한 규슈 여객철도 지쿠호 본선의 철도역이다. 단선 승강장 1면 1선의 구조를 갖춘 지상역이다.

## 이용 현황
| 승차 인원 추이 | 승차 인원 추이 |
| 연도           | 1일 평균       |
| -------------- | -------------- |
| 2007           | 19             |
| 2008           | 19             |
| 2009           | 19             |
| 2010           | 30             |
| 2011           | 30             |
| 2012           | 30             |
| 2013           | 30             |

## 역 주변
- 이즈카 시청 지쿠호 지소

## 역사
- 1928년 7월 15일 : 철도성이 개설.
- 1984년 2월 1일 : 무인화.
- 1987년 4월 1일 : 일본국유철도 분할 민영화에 의해, 규슈 여객철도가 승계.
- 2013년 8월 : 승강장 위에 맞이방 철거.

## 인접 역
| 지쿠호 본선        | 지쿠호 본선 | 지쿠호 본선              |
| ------------------ | ----------- | ------------------------ |
| 게이센 오리오 방면 | ■ 하루다 선 | 지쿠젠우치노 하루다 방면 |